# Adventure Bay
Adventure Bay is een baai en een gelijknamige plaats op Bruny Island in het zuidoosten van Tasmanië, Australië. De baai werd ontdekt in 1773 door Tobias Furneaux en werd vernoemd naar zijn schip, HMS Adventure. James Cook verkende de regio in 1777, evenals William Bligh in 1788 en 1792.